# Stop! In the Name of Love
Stop! In the Name of Love är en soulpoplåt skriven av trion Holland-Dozier-Holland och lanserad som vinylsingel av The Supremes 1965. Den togs sedan med på albumet More Hits by the Supremes. För musiken står The Funk Brothers. Låten blev i tv-framträdanden känd för sin koreografi där de tre sångerskorna gjorde en stoppgest med handen som blivit starkt förknippad med gruppen.
Den nominerades 1966 för en Grammy i kategorin "Bästa popframträdande av grupp eller duo" men blev slagen av The Statler Brothers "Flowers on the Wall". Låten finns upptagen i Rock and Roll Hall of Fames lista "500 låtar som skapade rock'n'roll".

## Listplaceringar
- Billboard Hot 100, USA: #1[1]
- Billboard R&B Singles: #2
- UK Singles Chart, Storbritannien: #7[2]
- Tyskland: #3[3]